# Панамериканський чемпіонат з боротьби
Панамериканський чемпіонат з боротьби — американський континентальний чемпіонат з боротьби серед країн Північної Америки, Центральної Америки, Південної Америки та Карибського басейну. З моменту заснування змагання проводилися у трьох стилях боротьби, визнаних Міжнародною федерацією об'єднаних стилів боротьби (FILA) на міжнародному рівні, а саме: з греко-римської боротьби, вільної боротьби та боротьби самбо. З 1997 року поряд із зазначеними стилями змагання також проводяться з вільної жіночої боротьби.

## Історія
Із самого початку змагалння із самбо проходили разом з олімпійськими стилями боротьби. Із 1980-х по 2000-ті роки тривав період відокремлення до 2006 року, коли FILA знову взяла самбо під свій контроль. У 2013 році змагання з олімпійських видів спорту та самбо проходили в Панама-Сіті, Панама. Після включення в програму Панамериканського чемпіонату із самбо бойового самбо, яке не зовсім є стилем боротьби, два чемпіонати знову проводяться окремо. Панамериканські чемпіонати з боротьби серед юніорів для спортсменів віком 17–20 років почали проводитися на рік раніше ніж дорослі чемпіонати — з 1976 року.

## Турніри
| Рік  | Місце проведення                                                                          |
| ---- | ----------------------------------------------------------------------------------------- |
| 1977 | Мексика, Мехіко                                                                           |
| 1984 | Мексика, Мехіко                                                                           |
| 1986 | США, Колорадо-Спрінгс                                                                     |
| 1987 | США, Індіанаполіс (залік результатів борцівського турніру на Панамериканських іграх 1987) |
| 1988 | Мексика, Мехіко                                                                           |
| 1989 | США, Колорадо-Спрінгс                                                                     |
| 1990 | США, Колорадо-Спрінгс                                                                     |
| 1991 | Куба, Гавана (залік результатів борцівського турніру на Панамериканських іграх 1991)      |
| 1992 | США, Олбані                                                                               |
| 1993 | Гватемала, Гватемала                                                                      |
| 1994 | Мексика, Мехіко                                                                           |
| 1997 | Пуерто-Рико, Сан-Хуан                                                                     |
| 1998 | Канада, Вінніпег                                                                          |
| 2000 | Колумбія, Калі                                                                            |
| 2001 | Домініканська Республіка, Санто-Домінго                                                   |
| 2002 | Венесуела, Маракайбо                                                                      |
| 2003 | Гватемала, Гватемала                                                                      |
| 2004 | Гватемала, Гватемала                                                                      |
| 2005 | Гватемала, Гватемала                                                                      |
| 2006 | Бразилія, Ріо-де-Жанейро                                                                  |
| 2007 | Сальвадор, Сан-Сальвадор                                                                  |
| 2008 | США, Колорадо-Спрінгс                                                                     |
| 2009 | Венесуела, Маракайбо                                                                      |
| 2010 | Мексика, Монтеррей                                                                        |
| 2011 | Колумбія, Ріонегро                                                                        |
| 2012 | США, Колорадо-Спрінгс                                                                     |
| 2013 | Панама, Панама                                                                            |
| 2014 | Мексика, Мехіко                                                                           |
| 2015 | Чилі, Сантьяго                                                                            |
| 2016 | США, Фриско                                                                               |
| 2017 | Бразилія, Лауру-ді-Фрейтас                                                                |
| 2018 | Перу, Ліма                                                                                |
| 2019 | Аргентина, Буенос-Айрес                                                                   |
| 2020 | Канада, Оттава                                                                            |
| 2021 | Гватемала, Гватемала                                                                      |
| 2022 | Мексика, Акапулько                                                                        |
| 2023 | Аргентина, Буенос-Айрес                                                                   |
| 2024 | Мексика, Акапулько                                                                        |
| 2025 | Мексика, Монтеррей                                                                        |